# Antonio Gabrini

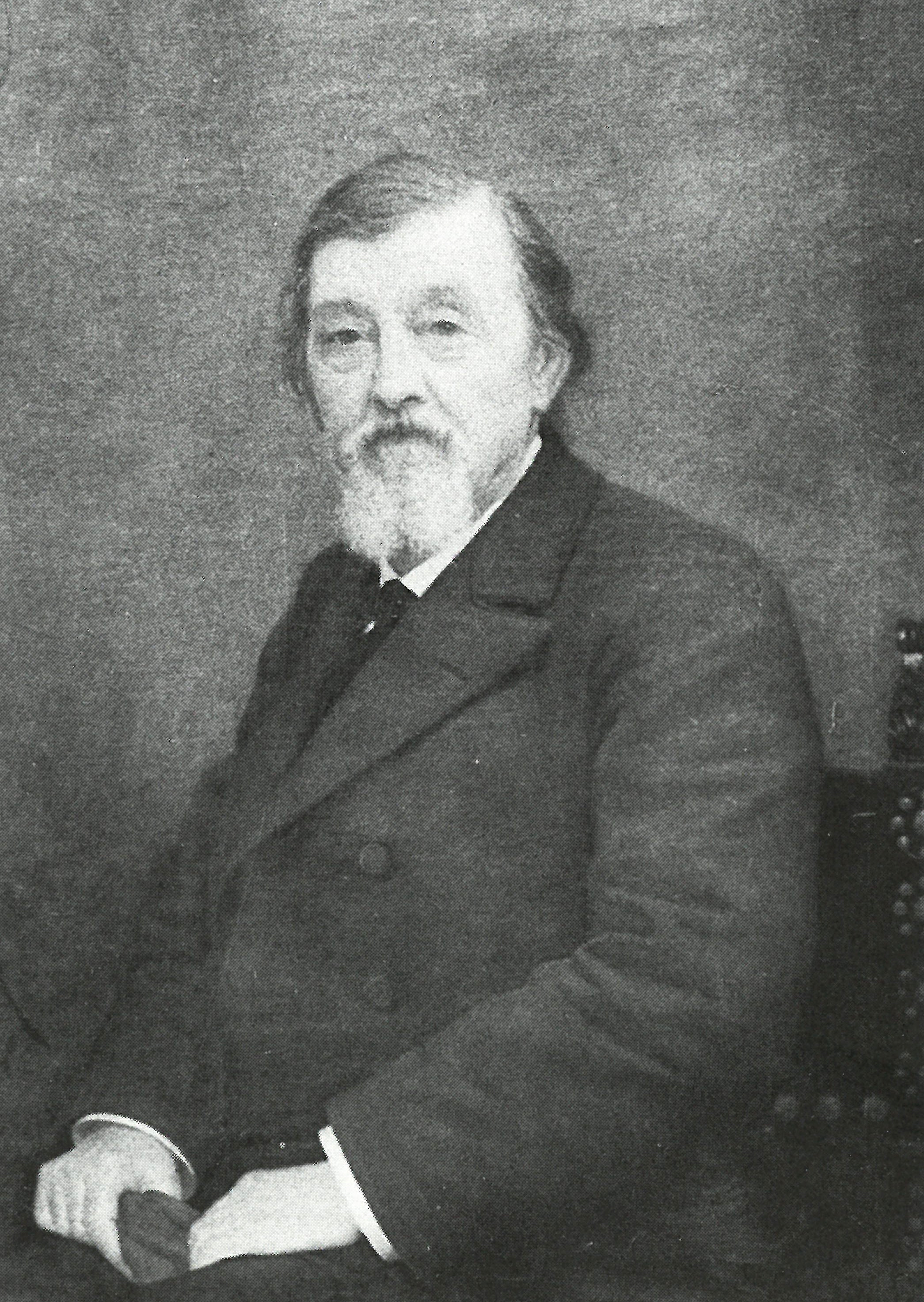
Antonio Gabrini

Antonio Gabrini (* 20. September 1814 in Mailand; † 5. November 1908 in Lugano) war ein italienisch-schweizerischer Politiker.

## Leben

### Familie
Antonio Gabrini stammte aus einer Mailänderfamilie und war der Sohn von Camillo Gabrini (* 30. August 1778; † 1849) und dessen Ehefrau Antonietta (1782–1814), Tochter von Giovanni Battista Milesi.
Seine Tante war die Malerin Bianca Milesi Mojon (1790–1849).
Er blieb zeit seines Lebens unverheiratet.

### Werdegang
Antonio Gabrini besuchte in der Schweiz das Bildungsinstitut von Philipp Emanuel von Fellenberg in Hofwil und bildete sich anschliessend in den Krankenhäusern von Genf und Paris sowie an der medizinischen Fakultät der Universität Paris zum Arzt aus und liess sich in Genf nieder. Dort lernte er 1831 Giuseppe Mazzini kennen, der 1831 Giovine Italia, eine Organisation von Freiheitskämpfern, gegründet hatte. Mit diesem nahm er am 1. Februar 1834 am Savoyer Zug, einem Umsturzversuch in Savoyen, teil, der aber noch am gleichen Tag misslang.
Danach zog er nach Lugano zu Giacomo Ciani, einem Onkel mütterlicherseits, der sich seit der Kindheit von Antonio Gabrini seiner angenommen hatte und im Jahr 1822 ins Exil in die Schweiz gezwungen worden war.
Im Jahr 1839 wurde er Journalist und schrieb für den Verlag Ruggia in Lugano und später für die Zeitung Il Repubblicano della Svizzera italiana, die beide seinem Onkel Giacomo Ciani gehörten. Weiterhin verbreitete er die Schriften von Giuseppe Mazzini unter den Exilanten.
Er erhielt im Jahr 1847 das Tessiner Bürgerrecht und nahm im selben Jahr als Arzt am Tessiner Feldzug gegen Sonderbundstruppen in Airolo (siehe auch Gefecht bei Airolo) teil, bei dem er verwundet und bis 1848 interniert wurde. Nach seiner Freilassung beteiligte er sich mit Tessiner Freiwilligen an den antiösterreichischen Aufständen im Lombardo-Venezianianischen Königreich; an den Kämpfen waren unter anderem auch die Tessiner Vincenzo Vela, Leone und Francesco Stoppani sowie Antonio Arcioni beteiligt.

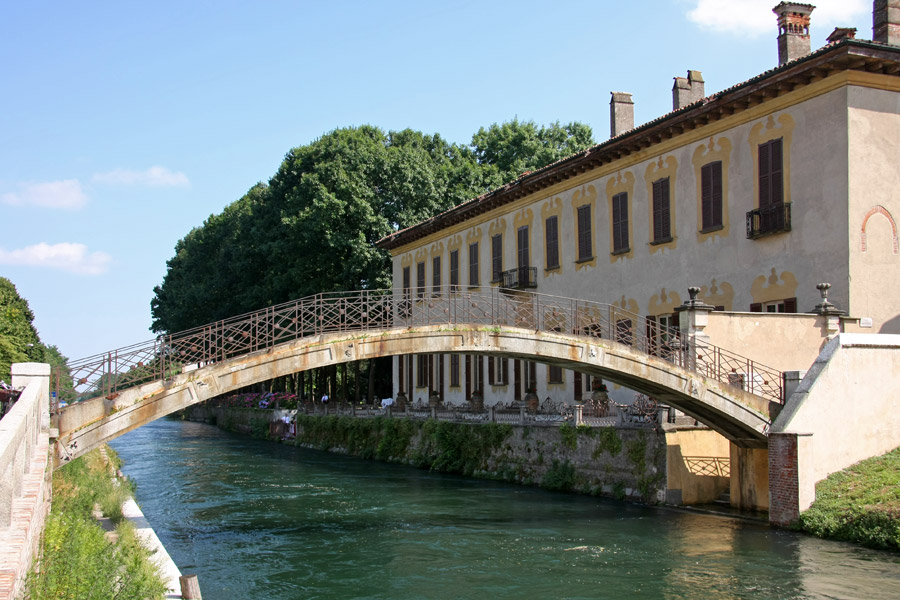
Villa Gaia

Antonio Gabrini pflegte eine Freundschaft mit dem ebenfalls exilierten Carlo Cattaneo und war von 1859 bis 1863 Tessiner Grossrat; von 1870 bis 1877 war er als Rektor des kantonalen Lyzeums in Lugano tätig; in dieser Zeit erwarb er in Mailand die Villa Gaia, die er später seinem Neffen, dem Ingenieur Giulio Decio, vermachte.
Im Jahr 1871 gründete er die literarische Stiftung Fondazione Ciani, die auch heute noch besteht.
1878 war er im Aktionskomitee vertreten, dass sich für den Bau der Eisenbahnstrecke Immensee-Chiasso (via Monte Ceneri) (siehe auch Gotthardbahn) aussprach, den Vorsitz im Komitee hatte Pasquale Lucchini.

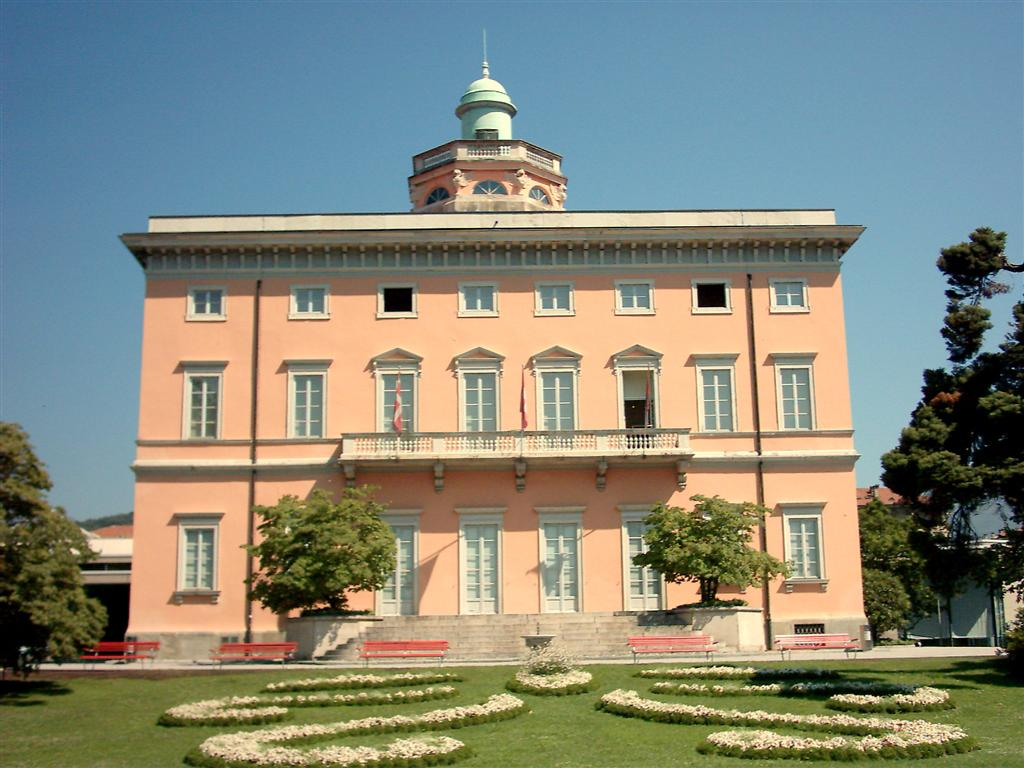
Villa Ciani

Antonio Gabrini beerbte die Gebrüder Giacomo und Filippo Ciani und hinterliess die grosse Villa Ciani am See in Lugano seinen Mailänder Verwandten, die sie 1912 der Stadt Lugano verkauften. Er war auch ein Wohltäter des Krankenhauses Ospedale italiano in Lugano, das er mit 25.000 Lire zu einem grossen Teil mit finanziert hatte.
1899 verkaufte er das 1868 geerbte Hotel du Parc in Lugano an den Hotelier und Eisenbahnpionier Franz Joseph Bucher Durrer.
Dank seiner finanziellen Hilfe konnte das kantonale Lyzeum in Lugano 1904 vom alten Sitz des Collegio S. Antonio in den neuen Palazzo degli Studi umziehen.
Als er starb, war er vierfacher Millionär und der älteste Bürger der Stadt Lugano.

## Mitgliedschaften
Antonio Gabrini war Mitglied der Schweizerischen Naturforschenden Gesellschaft seit 20. September 1815.